# گیتار ریتم

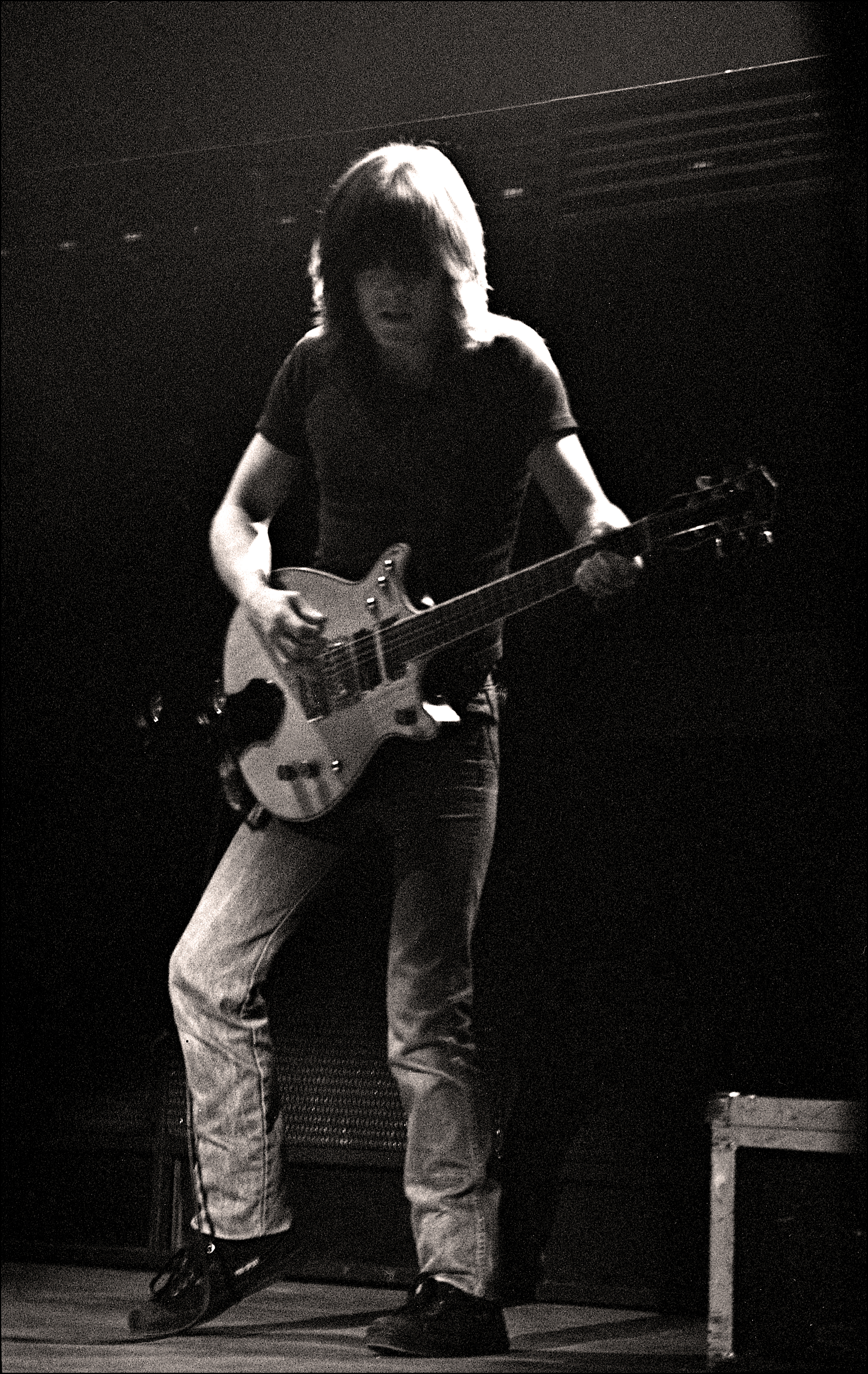
مالکوم یانگ ، گیتاریست ریتم سابق گروه هارد راک استرالیایی AC/DC.

در گروه‌های موسیقی گیتار ریتم وظیفهٔ اجرای آکوردهای ریتمیک همراهی‌کننده با خواننده و دیگر سازها را بر عهده دارد. معمولاً در کنار گیتار ریتم، گیتار لید نیز نواخته می‌شود. نوازندگی گیتار ریتم نیازی به یادگیری چندانی ندارد و برخی خوانندگان آوازشان را با نواختن ریتم گیتار همراهی می‌کنند.